# Tầng lớp hạ trung lưu
Ở các nước phát triển trên thế giới, tầng lớp hạ trung lưu hay trung lưu bậc thấp là một phân nhánh của tầng lớp trung lưu. Trên phạm vi toàn cầu, thuật ngữ này chỉ đến nhóm các hộ gia đình hoặc cá nhân thuộc giới trung lưu nhưng chưa đạt tới địa vị của tầng lớp thượng trung lưu có liên quan đến địa hạt cao hơn của giới trung lưu, vậy nên tên gọi này ra đời từ đó.